# Rugby Lyons 2016-2017

## Eccellenza 2016-17

### Stagione regolare
| Incontro              | Andata | Ritorno |
| --------------------- | ------ | ------- |
| Fiamme Oro — Lyons    | 22-16  | 6-24    |
| Lyons — Calvisano     | 17-43  | 7-32    |
| S.S. Lazio — Lyons    | 21-23  | 13-19   |
| Lyons — Petrarca      | 13-20  | 0-33    |
| Mogliano — Lyons      | 18-8   | 19-16   |
| Rovigo — Lyons        | 34-3   | 22-15   |
| Lyons — Viadana       | 18-28  | 13-13   |
| San Donà — Lyons      | 19-13  | 23-21   |
| Lyons — Reggio Emilia | 16-26  | 0-22    |

#### Risultati della stagione regolare
| Posizione | G  | V | N | P  | PF  | PS  | DP   | B | Pt |
| --------- | -- | - | - | -- | --- | --- | ---- | - | -- |
| 10ª       | 18 | 3 | 1 | 14 | 242 | 414 | -172 | 6 | 20 |

## Trofeo Eccellenza 2016-17

### Prima fase
| Incontro         | Risultato |
| ---------------- | --------- |
| Viadana — Lyons  | 40-0      |
| Lyons — San Donà | 21-10     |

#### Risultati della prima fase
| Posizione | G | V | N | P | PF | PS | DP  | B | Pt |
| --------- | - | - | - | - | -- | -- | --- | - | -- |
| 2ª        | 2 | 1 | 0 | 2 | 21 | 50 | -29 | 0 | 4  |

## Verdetti
- Lyons retrocessi in serie A.